# Мар'ївка (Бєлгородська область)
Мар'ївка (рос. Марьевка) — село у Красногвардєйському районі Бєлгородської області Російської Федерації.
Населення становить 264  особи. Входить до складу муніципального утворення Мар'євське сільське поселення.

## Історія
Населений пункт розташований у східній частині української суцільної етнічної території — східній Слобожанщині.
Згідно із законом від 20 грудня 2004 року № 159 від 20 грудня 2004 року до 5 грудня 2012 року підпорядковувалося Стрелецькому сільському поселенню. Від 2012 року органом місцевого самоврядування є Мар'євське сільське поселення.

## Населення
| 2002 | 2010 |
| ---- | ---- |
| 357  | ↘264 |